# Pseudorhiza nieschalkii
Pseudorhiza nieschalkii là một loài thực vật có hoa trong họ Lan. Loài này được (Senghas) P.F.Hunt miêu tả khoa học đầu tiên năm 1971.